# Semana Santa en Santa Cruz de La Palma
La Semana Santa de Santa Cruz de La Palma constituye la conmemoración anual de la Pasión, Muerte y Resurrección de Jesucristo. Se celebra en fecha variable durante los meses de marzo o abril y se trata, con excepción de las Fiestas Lustrales de la Bajada de la Virgen, del evento público de carácter religioso más significativo de cuantos tienen lugar en dicha ciudad, además de una de las tradiciones festivas de mayor antigüedad de la isla de La Palma.
A pesar de que bajo la formalidad litúrgica, la Semana Santa comprende únicamente la última semana de Cuaresma (desde el Domingo de Ramos hasta el de Resurrección), comúnmente se ha considerado el Viernes de Dolores como su inicio, por ser este el día en que comienzan los diversos recorridos procesionales.
La Semana Santa de Santa Cruz de La Palma se identifica por los siguientes rasgos: el marco urbano de Santa Cruz de La Palma, que fue declarado Conjunto Histórico-Artístico en 1975, por el que discurren la mayoría de las comitivas; la rigurosa cronología desplegada en todas las procesiones, en las que se sigue el orden narrado en las Sagradas Escrituras; la calidad de su imaginería, con tallas procedentes de las antiguas provincias de los Países Bajos, de la América colonial, de la escuela sevillana del siglo XVIII, del neoclasicismo decimonónico –con la presencia de algunas de las mejores obras de Fernando Estévez– y de los periodos más brillantes de la escultura local, la conservación de algunos ritos y la incorporación de otros de reciente creación; y, por último, la antigüedad y variedad de los géneros musicales que se interpretan a lo largo de las jornadas pasionistas. En 2014 fue declarada como Fiesta de Interés Turístico de Canarias.

## El conjunto urbano y arquitectónico de Santa Cruz de La Palma
Ciudad atlántica y capital de la isla de La Palma, Santa Cruz de La Palma conserva un valioso patrimonio arquitectónico, artístico y festivo. En 1975, el casco antiguo de la ciudad fue declarado Conjunto Histórico-Artístico, renombrado en la vigente legislación Bien de Interés Cultural con la categoría de conjunto histórico. Ello proporciona a los recorridos procesionales un acusado sello plasmado en el tránsito de las imágenes por sus empedradas calles y plazas.

## Cronología procesional
La Semana Santa de Santa Cruz de La Palma guarda la sucesión cronológica de los acontecimientos de la Pasión y Muerte de Cristo. Es decir, los pasos discurren por las calles mostrando el relato de los evangelios. El origen de este protocolo se remonta al siglo XVII. Más tarde, durante el siglo XIX, esta secuencia fue fijada de manera implícita por el sacerdote Manuel Díaz (1774-1863). Ya en el siglo XX, con el desarrollo de la Semana Santa y la incorporación de nuevas imágenes, este protocolo quedó fijado de un modo oficioso.
Además, al unísono de esta cronología procesional, en Santa Cruz de La Palma coexisten otras tradiciones paralelas que recalcan este riguroso orden y acentúan la teatralidad de las fechas pasionistas. Entre las mismas, es preciso reseñar la existencia de una sola representación por cada escena de la pasión, la costumbre de ir descubriendo las efigies según llegue su turno (no mostrándolas en las jornadas previas a la Semana Santa y siendo devueltas a un segundo plano una vez concluye el desfile procesional), o los encuentros parateatrales de imágenes, llamados «puntos» (existen tres, uno en la plaza de España, otro en la Alameda y, por último, un tercero en la calle Apurón).

## El catálogo escultórico

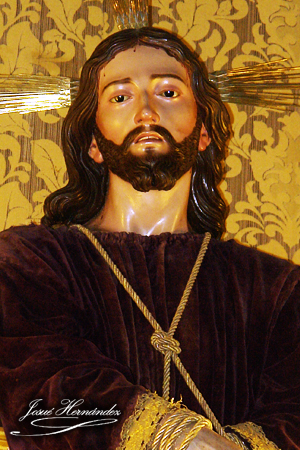
Santísimo Cristo del Perdón, obra del tinerfeño Fernando Estévez de Salas

El repertorio de la imaginería procesional que sale a las calles de Santa Cruz de La Palma es un abanico de tallas de diversas procedencias. La capital de La Palma reúne efigies del siglo XVI originarias de las antiguas provincias de los Países Bajos; de la América colonial; de los talleres sevillanos del XVIII; o del neoclasicismo decimonónico insular, el período más brillante de la escultura canaria, con la presencia de algunos de los trabajos más destacados procedentes de la gubia de Fernando Estévez.
Por su parte, la escultura local se encuentra representada por los dos momentos más fructíferos del arte insular. De una parte, el barroco isleño, con obras del pintor y escultor Domingo Sánchez Carmona (1702-1768) y del maestro Marcelo Gómez Rodríguez de Carmona (1725-1791) y, por otro, el neoclasicismo, con la producción del mencionado clérigo y esteta Manuel Díaz Hernández así como su estela de continuadores: Aurelio Carmona López (1826-1901), Nicolás de las Casas Lorenzo (1821-1901) o José Aníbal Rodríguez Valcárcel (1840-1910).

## Tradiciones y rituales
En cuanto a la organización procesional, los desfiles de la isla de La Palma han mantenido a lo largo de los siglos una estructura bien definida que las cofradías de «capuchinos» (nombre local de los nazarenos o penitentes) han conservado. Así, las hermandades penitenciales de Santa Cruz inician el desfile con uno o varios estandartes alusivos a su titular o sede canónica; a continuación, se dispone la cruz pendón (conocida en otras geografías como «cruz de guía»); siguen el resto de miembros portando el farolillo procesional de estilo canario (una lámpara en posición vertical sustentada en una vara); y finalmente, aparecen los pasos cargados a hombros. Además, las imágenes marianas suelen procesionar escoltadas por cuatro faroles.
Asimismo, en las últimas décadas, las cofradías de capuchinos han desarrollado el denominado «Baile del Señor», una sencilla danza o movimiento a ritmo de tambor que acompaña la salida a la calle de estas hermandades. El «Baile del Señor» se originó en un delicado balanceo que comenzó a ejecutarse desde la década de 1940 al «Señor Muertito» cuando, espontáneamente sus porteadores «acunaban» el paso. Más tarde, este «baile» se transfirió a las congregaciones penitenciales que transitaban a pie, consolidándose como una nueva estampa de la Semana Santa de Santa Cruz de La Palma.
Junto al reciente «Baile del Señor», se conservan la ceremonia del Entierro, un acto cargado de simbolismo y pausada liturgia en la noche del Viernes Santo, y la tradición de la visita a la capilla del Señor de la Portería en la mañana del Jueves Santo. Desaparecidos han quedado los antiguos actos de «La Seña», «Tinieblas» o el «Velo Blanco». Igualmente, se ha extinguido un popular Judas marinero.

## Las músicas de pasión

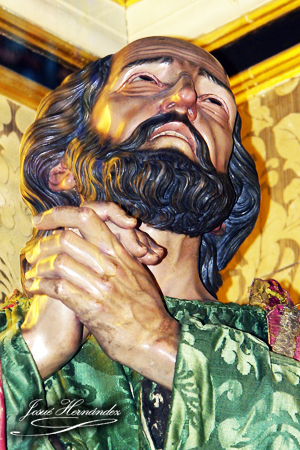
San Pedro Penitente. (1822). Fernando Estévez de Salas (1788-1854). Parroquia Matriz de El Salvador

La Semana Santa de Santa Cruz de La Palma reúne distintos géneros musicales. El más común es el de las marchas procesionales, manteniéndose durante la jornada del Viernes Santo un muestrario de piezas arcaicas. Una de ellas, Amor eterno, del músico local Alejandro Henríquez (1848-1895), es una de las más antiguas piezas pasionistas para banda conservada en el archipiélago canario. Junto a ella, y durante más de un siglo, han figurado en el programa musical de las diferentes bandas de la ciudad las marchas La caridad, del tinerfeño Juan Padrón Hernández (1849-1896); Pobre Carmen, de Eduardo López Juarranz (1844-1897); Al Calvario, de Enrique Calvist y Serrano (1851-1897); y España llora, Alejandro Contreras Contreras (1877-?). Todas ellas fueron aportadas por las bandas militares de guarnición en Santa Cruz de La Palma.
La creación artística se encuentra presente con el estreno de partituras compuestas por músicos contemporáneos como las debidas a Felipe López Rodríguez (Santa Cruz de La Palma, 1909-1972), Luis Cobiella Cuevas, (Santa Cruz de La Palma, 1925-2013), Francisco Medina Concepción (Santa Cruz de La Palma, 1959), José Luis Peiró Reig (Alfauir, 1967), Víctor Manuel Ferrer Castillo (Granada, 1981) y Abel Moreno Gómez (Huelva, 1944).
Otro de los rasgos musicales de la Semana Santa de Santa Cruz de La Palma son los motetes. Se tratan de piezas que en el siglo XIX fueron arregladas por el mencionado párroco Manuel Díaz. Cada día de la semana dispone de un motete privativo que es interpretado, en la vía pública o en el interior de los templos, por un coro de voces masculinas ante el paso de las procesiones.
También es necesario citar las «chirimías», piezas muy breves e interpretadas por un conjunto de cámara de viento-metal en la procesión de la mañana del Viernes Santo del Calvario que es, de hecho, el único modelo de capilla procesional que ha logrado conservarse en Canarias. Igualmente cabe mencionar una obra para dos voces masculinas y piano del ya mencionado Francisco Medina titulada La Piedad, arrorró en espinela, concebida para su interpretación a la salida del paso del mismo nombre con motivo del 15.º aniversario de su cofradía titular.
Finalmente, entre las incorporaciones recientemente integradas en la Semana Santa, debe subrayarse la «palmera». Se trata de un tema ideado por el compositor e intérprete Luis Morera Felipe (Santa Cruz de La Palma, 1946), vocalista del grupo Taburiente. La «palmera» es una pieza cantada a capella e inspirada en algunos formatos melódicos del folclore musical de La Palma, una especie de alegórico arroró (canto de cuna típicamente canario) a modo de conmemoración de la muerte o «dormición» de Jesucristo.